# Mishan

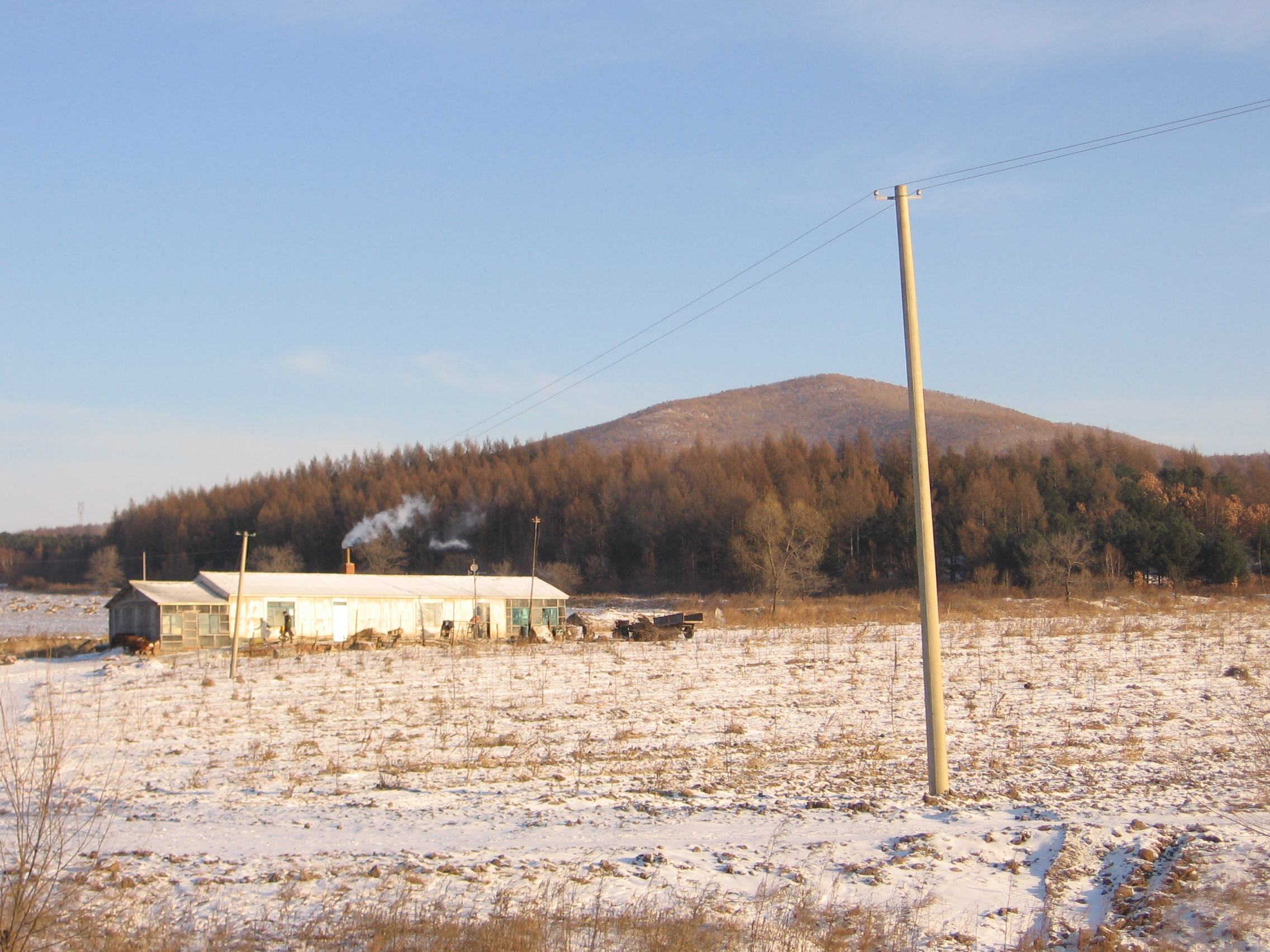
Landschaft in Mishan

Die Stadt Mishan (chinesisch 密山市, Pinyin Mìshān Shì) ist eine kreisfreie Stadt der bezirksfreien Stadt Jixi in der Provinz Heilongjiang der Volksrepublik China. Sie hat eine Fläche von 7.572 km² und zählt 339.103 Einwohner (Stand: Zensus 2020). Hauptort ist die Großgemeinde Mishan (密山镇).

## Administrative Gliederung
Auf Gemeindeebene setzt sich die kreisfreie Stadt aus sieben Großgemeinden und neun Gemeinden zusammen. 

## Partnerstädte
- Juneau (Vereinigte Staaten)